# Tritonia chrysantha
Tritonia chrysantha là một loài thực vật có hoa trong họ Diên vĩ. Loài này được Fourc. miêu tả khoa học đầu tiên năm 1932.